# Baños griegos de Olimpia

Plano del Santuario de Olimpia. Los Baños griegos estaban en el nº 26.

Los Baños griegos estaban en la esquina suroeste de la Palestra, en el Santuario de Olimpia, fuera del recinto sagrado del Altis, cerca de la orilla del río Cládeo. A mediados del siglo V a. C., se construyó una instalación higiénica de ducha o baño que se componía de una sala rectangular de 12 x 4 m, en cuyo interior había un pozo, del cual extraían el agua necesaria los atletas para sus abluciones.
Los ejercicios de entrenamiento y preparación en la época, se realizaban al aire libre al no haberse construido aún el Gimnasio y la Palestra.
La instalación era un lugar cerrado en donde los atletas se lavaban con agua fría al cobijo del viento. Con el transcurso del tiempo, la originaria instalación se fue sucesivamente agrandando y transformando. Se incorporó otra dependencia anexa en la que se colocaron varias bañeras pequeñas de cadera o de asiento, que progresivamente fueron aumentando en cantidad hasta la construcción de instalaciones más avanzadas con agua caliente, que motivaron el derribo de aquella primera en su género hasta la segunda mitad del siglo II a. C.
Hacia el 450 a. C. se construyó, al oeste del Teecoleón y al sur de la Palestra, un baño de vapor consistente en una instalación circular con una serie de dependencias anexas en las que probablemente se almacenaba agua para calentarse o templarse. En época romana, con la introducción de otras técnicas para calentar el agua, se abandonó el baño griego y sobre él se erigió un monumento a un héroe desconocido.
También en el siglo V a. C., cerca del río Cládeo se construyó una piscina rectangular al aire libre. Medía 24 x 16 m, con una profundidad media de 1,60 m. Cada lado tenía escalones en forma de pequeñas gradas para descender.